# Memorias del subsuelo
Memorias del subsuelo (del ruso: Записки из подполья, "Zapiski iz podpolya"), también conocida en español como Apuntes del subsuelo, es una novela del autor ruso Fiódor Mijáilovich Dostoyevski. Fue publicada en 1864 y es considerada una de las obras clave en la literatura rusa. Fue escrita en un momento en el que el autor padecía grandes trastornos emocionales producto del fallecimiento de su esposa María Dmítrievna Isáyeva (15 de abril de 1864), y de la posterior muerte de su hermano Mijaíl, muy querido por él. A estos problemas personales se agregaban la clausura de sus revistas por parte de las autoridades y su adicción al juego, que le acarrearían graves problemas financieros.

## Contenido y estructura
Memorias del subsuelo es una novela corta organizada en dos partes. La primera, dividida en once capítulos breves y titulada "El Subsuelo", consta básicamente de un monólogo interior del protagonista, un miserable funcionario frustrado, antihéroe contradictorio, enfermizo y excitable, que dirige su charla a un público inexistente. Según el propio autor, en una pequeña introducción que encabeza la obra, su propósito fue «presentar al público, con mayor relieve que otras veces, un carácter de tiempos pasados pero recientes. [...] dicho individuo se presenta a sí mismo, expone sus puntos de vista y, al parecer, quiere explicar las causas que han originado y han hecho inevitable su aparición en nuestro medio».

Soy un hombre enfermo... Un hombre malo. No soy agradable. Creo que padezco del hígado. De todos modos, nada entiendo de mi enfermedad y no sé con certeza lo que me duele. No me cuido y jamás me he cuidado, aunque siento respeto por la medicina y los médicos. Además, soy extremadamente supersticioso, cuando menos lo bastante para respetar la medicina. (Tengo suficiente cultura para no ser supersticioso, pero lo soy.) Sí, no quiero curarme por rabia. Esto, seguramente, ustedes no lo pueden entender. Pero yo sí lo entiendo.

El locuaz narrador de la historia, por tanto, es el hombre del subsuelo, un pobre marginado que en su infelicidad se siente objeto de ofensas imaginarias, continuamente dedicado a idear y a planear venganzas, con lo que acaba hundido aún más en su tragedia (su "ratonera", su sentimiento de culpa). Todo ello sirve de excusa para la explanación de sus pensamientos sobre la ley natural, el racionalismo y el libre albedrío, dando salida a auténticas preocupaciones del autor ruso.
Respecto a este último punto, Dostoyevski desarrolla una profunda reflexión acerca de la contradicción que surge respecto a la noción del bien y la libertad, reflexión que desafía la idea tradicional de racionalidad: el hombre del subsuelo no puede ser subsumido en ninguna explicación ortodoxa de la maldad, ya que, por un lado, no actúa con desconocimiento de los principios morales que podrían ser calificados de correctos, y, por otro, no se halla simplemente dominado por sus pasiones morales. Actúa, según la explicación que presenta de sí mismo, en contra de sus principios morales con el objetivo de liberarse de estos.
La segunda parte consta de diez capítulos, y recibe por título "A propósito del aguanieve". Consiste en el relato de una larga memoria del narrador, donde adquieren sentido los pensamientos expresados en el primer apartado, los cuales en ocasiones pudieron resultar confusos o desorganizados. 
El protagonista cuenta algo ocurrido en su juventud, relacionado con la despedida a Zvierkov, uno de sus antiguos compañeros de escuela, que pensaba marchar a una provincia; la humillación que sufre de parte de sus padres y que se autoinflige, y la forma en la que posteriormente conoce a Liza, la pobre prostituta a la que deshonrará al final de la obra.
El hombre del subsuelo, así como su mísera peripecia anónima, resultarán en paradigmas inequívocos de muchos de los antihéroes e historias que dominarán la novela del siglo XX.

## Influencia en la obra de Dostoyevski
Memorias del subsuelo tiene un importante trasfondo psicológico, y las cuestiones filosóficas que aborda resultan decisivas para comprender al escritor. Es una obra literaria clave para comprender textos posteriores de Dostoyevski como Crimen y Castigo, Los endemoniados y El jugador; así, la manera en que trascurre la relación entre el narrador y Liza recuerda la afinidad entre Sonia y Raskólnikov, en Crimen y Castigo, y entre Liza y Stavroguin, en Los Endemoniados.
En esta obra se puede rastrear la influencia del relato "Diario de un loco" (1835) de Gógol.

## Repercusión
Al igual que muchas obras de Dostoyevski, Memorias del subsuelo fue muy impopular entre los críticos literarios soviéticos, debido a su rechazo explícito del socialismo utópico y su retrato de los seres humanos como irracionales, incontrolables y nada cooperativos. Su afirmación de que las necesidades humanas no pueden ser satisfechas, ni mediante los avances tecnológicos, también iba en contra de las creencias marxistas.
Muchos intelectuales existencialistas, señaladamente Jean-Paul Sartre, consideran la novela precursora de esta corriente de pensamiento, así como inspiración directa para su filosofía.
El filósofo Friedrich Nietzsche admiraba profundamente a Dostoyevski, «el único psicólogo, dicho sea de paso, del que yo he tenido que aprender algo». Sobre Memorias del subsuelo, que leyó en 1887, incluida en una edición francesa titulada L'esprit souterrain, afirmó que «un instinto de afinidad dejó oír su voz en seguida [...] mi alegría fue extraordinaria: tengo que remontarme a mi conocimiento de Rouge et Noir de Stendhal para recordar una alegría igual. (Son dos relatos [los que integran L'esprit souterrain: "La patrona" y Memorias del subsuelo], el primero propiamente una pieza de música, de una música muy extraña, muy poco alemana; el segundo, un alarde genial de psicología, una especie de autoescarnio del γνῶθι σεαυτόν [conócete a ti mismo]».
Por otra parte, la influencia de Memorias del Subsuelo se puede encontrar en varias obras modernas, como el conocido libro de Franz Kafka, La metamorfosis. Y al igual que ciertos relatos de Edgar Allan Poe ("El corazón delator", "El pozo y el péndulo"), se ha señalado esta obra como antecedente decimonónico claro de la moderna técnica narrativa del monólogo interior, característica de algunas de las obras principales del siglo XX, como En busca del tiempo perdido, de Marcel Proust y, en particular, Ulises, de James Joyce.

## Traducciones
- Fiódor Dostoyevski, Memorias del subsuelo, traducción directa del ruso de Rafael Cansinos Assens, en Obras Completas, Aguilar, Madrid, 1935. Numerosas reimpresiones. Editada en la actualidad por Arca Ediciones, Madrid, 2013. ISBN 978-84-15957-02-7.
- Fiódor Dostoyevski, Apuntes del subsuelo, traducción directa del ruso de Lidia Kuper de Velasco, Bruguera, Barcelona, 1983. ISBN 978-84-02-07159-0.
- Fiódor M. Dostoievski, Memorias del subsuelo, edición y traducción directa del ruso de Bela Martinova, Cátedra, Madrid, 2003. ISBN 978-84-376-2032-9.
- Fiódor M. Dostoievski, Memorias del subsuelo, traducción de Fernando Otero Macías, Alba, Madrid. ISBN 978-84-9065-951-9.